# Hanskurt Höcker
Pour les articles homonymes, voir Höcker.
Hanskurt Höcker (1er août 1894 à Hagen - 10 août 1961 à Detmold) est un Generalleutnant allemand qui a servi au sein de la Heer dans la Wehrmacht pendant la Seconde Guerre mondiale.
Il a été récipiendaire de la Croix de chevalier de la Croix de fer. Cette décoration est attribuée pour récompenser un acte d'une extrême bravoure sur le champ de bataille ou un commandement militaire avec succès.

## Biographie
Hans-Kurt Höcker s'enrôle le 26 février 1912 dans le 55e régiment d'infanterie en tant que porte-drapeau. Le 18 août 1913, il est promu lieutenant.
Hanskurt Höcker est capturé par les troupes alliées en avril 1945 t reste en captivité jusqu'en juin 1947.

## Décorations
- Croix de fer (1914)
  - 2e Classe
  - 1re Classe
- Croix d'honneur pour combattants 1914-1918
- Agrafe de la Croix de fer (1939)
  - 2e Classe
  - 1re Classe
- Médaille du Front de l'Est
- Croix allemande en Or (26 décembre 1941)
- Croix de chevalier de la Croix de fer
  - Croix de chevalier le 14 avril 1943 en tant que Generalmajor et commandant de la 258. Infanterie-Division[1]